# Robert Hughes (baron Hughes de Woodside)
Pour les articles homonymes, voir Robert Hughes et Hughes.
Robert Hughes, baron Hughes de Woodside (né le 3 janvier 1932 à Aberdeen et mort le 7 janvier 2022)  est un homme politique du parti travailliste britannique et le président du mouvement britannique anti-apartheid (AAM) de 1976 jusqu'à sa dissolution en 1995 après la fin de l'apartheid en Afrique du Sud.

## Biographie
Robert Hughes fait ses études au Robert Gordon's College à Aberdeen et en Afrique du Sud, où il vit de 1947 à 1954 et travaille comme dessinateur.
Il se présente pour la première fois au Parlement en 1959 à North Angus et à Mearns, où il arrive deuxième derrière le conservateur sortant Colin Thornton-Kemsley. Il est député d'Aberdeen North de 1970 à 1997 .
Robert Hughes est sous-secrétaire d'État parlementaire pour l'Écosse de mars 1974 à juillet 1975, date à laquelle il démissionne en désaccord avec la politique des revenus du gouvernement.
Le vote de défiance de 1979 qui provoque le renversement du gouvernement travailliste vient du résultat du « oui » du référendum écossais sur la dévolution. Plutôt que le SNP, le Premier ministre James Callaghan blâme les rebelles unionistes sur ses propres bancs pour avoir finalement provoqué l'effondrement de son gouvernement et ouvert la porte à la victoire des conservateurs de Margaret Thatcher. Robert Hughes est l'un de ces rebelles. Tam Dalyell, Peter Doig et Adam Hunter sont les autres députés travaillistes écossais qui ont aidé à renverser le vote du «oui».
En novembre 1985, Robert Hughes est nommé au cabinet fantôme en tant que secrétaire d'État fantôme aux transports . Le 27 septembre 1997, il est créé pair à vie en tant que baron Hughes de Woodside, de Woodside dans la ville d'Aberdeen. Il est un soutien de Humanists UK .
Sous sa présidence, le Mouvement anti-apartheid fait campagne contre le refus du gouvernement Thatcher d'imposer des sanctions contre l'Afrique du Sud dans les années 1980 et organise le concert "Free Mandela" en 1988 au stade de Wembley qui est diffusé par la BBC et dans le monde entier. Robert Hughes assiste aux célébrations de l'indépendance en Namibie en 1990 et est observateur lors des premières élections démocratiques en Afrique du Sud en avril 1994. Après la dissolution de l'AAM, il devient le premier président de l'organisation qui lui succède, Action for Southern Africa (ACTSA).